# Daevid Allen

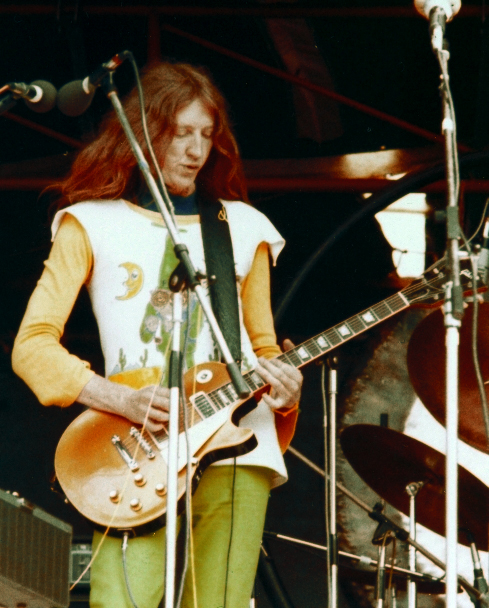
Daevid Allen, optredend met Gong in Hyde Park (1974).

Daevid Allen (Melbourne, 13 januari 1938 – 13 maart 2015) was een Australisch musicus. Hij was een belangrijke muzikant in de Canterbury-scene. Hij was mede-oprichter van de bands Soft Machine (1966) en Gong (1967).
Allen werd in Melbourne geboren. Zijn ouders waren Walter en Helen Allen. Daevid was al vroeg enorm geïnteresseerd in muziek. De beperkte mogelijkheden voor een musicus in Australië en het naar zijn gevoel veel te intolerante en repressieve klimaat maakten dat hij in 1960 op een boot inscheepte en via Griekenland naar Engeland vertrok. Daar maakt hij kennis met Robert Wyatt, de zoon van de eigenares van het huis waar hij verbleef. Samen met Wyatt en zijn vriend Hugh Hopper, begonnen ze te experimenteren als free-jazz trio.
Allen vertrok voor een tijd naar Parijs, waar hij samenwerkte met Terry Riley en William S. Burroughs. Hier ontmoette hij ook Gilli Smyth, een dichteres uit Wales. Bij zijn terugkomst in Engeland in 1966 betrok hij zijn vriend Robert Wyatt bij zijn plannen om een nieuwe band op te zetten. Deze band, Soft Machine, zou de eerste zijn die de algemene interesse voor de muziek uit de koker van Allen opwekte. Allen zou maar kort deel uitmaken van Soft Machine, want na een optreden in Saint-Tropez werd Allen bij terugkomst de toegang tot Engeland geweigerd. Er waren problemen omdat hij bij een eerder bezoek aan Engeland zijn visum niet tijdig verlengd zou hebben. De rest van Soft Machine keerde wel terug en ging zelfstandig verder.
In Frankrijk achtergebleven, ging Allen naar Parijs terug. Daar nam hij deel aan de studenterevoltes in 1968. Vervolgens, op de vlucht voor de Franse politie, ging Allen naar Majorca, samen met zijn partner, Gilli Smyth. Hier startte Allen met zijn volgende project: de band Gong. Gong stond voor een wonderlijke mix van allerlei verschillende muziekstijlen, met een hoog psychedelisch gehalte, ingepakt in een eigen fantastische mythologie.
Naast Allen en Smyth nam aan Gong ook Didier Malherbe deel, die ze op Majorca tegengekomen waren. Het eerste album was Magick Brother, Mystick Sister (uitgebracht op het BYG-label in 1970). Eind 1973 kregen Daevid Allen en Gilli Smyth een zoon, Orlando Allen. Daevid Allen zou tot en met 1975 bij Gong betrokken blijven. In 1975 kwam er een eind aan de samenwerking toen Allen stelde dat er bij een optreden een krachtveld voor het podium stond dat hem belette op te gaan treden.
Vanaf die tijd was Allen met name bezig met allerlei soloprojecten, maar regelmatig ook met nieuwe Gong-projecten. Na 1975 onderging Gong allerlei wijzigingen, ontstonden meerdere Gong-afstammelingen binnen de Gong-familie. De eerste telg waar Allen in deelnam was Planet Gong, een samenwerking met de Britse spacerock-band Here & Now.
In 1979 verliet Allen zijn vrouw en twee zoons, Tali en Orlando, en trok hij naar New York. Hij richtte zich in zijn muziek meer op de nieuwe opkomende stroming, de new wave. Allen bracht een aantal albums uit onder eigen naam. Later zou hij New York Gong oprichten, als voortzetting van de Gong-familie.
Begin jaren tachtig ging Allen terug naar Australië. Allen hertrouwde en kreeg een derde zoon, Toby. Hij trok zich tijdelijk terug, bestudeerde allerlei new age-therapieën. In deze tijd componeerde hij zeven monotonale stukken, de Drones.
In 1988 ontmoette Allen zijn nieuwe partner in het leven en in de muziek: Wandana Turiya. Hij ging terug naar Europa en onder eigen naam en onder de naam van Invisible Opera Company of Tibet bleef Allen muziek maken. Eind jaren tachtig was Allen weer in Europa. Zijn 50e verjaardag vierde hij tijdens een tour met weer een Gong-afstammeling: GongMaison. 1989/1990 ging Wandana terug naar Australië. Later ging Daevid weer naar haar terug en kregen ze samen nog een kind, Ynis.
In 1990 kwam de oude Gong weer tot leven, voortkomend uit GongMaison, en met de originele Gong-drummer Pip Pyle. Daarnaast bleef Allen actief in allerlei solo-projecten en zijn band University of Errors. In 2005 nam Allen een sabbatical in Australië. Het plan was dat hij in 2006 er weer met volle energie tegenaan zou gaan. Daarna werd er echter kanker bij hem geconstateerd.
Hij overleed in 2015 op 77-jarige leeftijd.

## Discografie
Hieronder een opsomming van de albums waaraan Allen in elk geval een flinke bijdrage geleverd heeft.
| Jaar | Artiest                             | Titel                                                                               |
| ---- | ----------------------------------- | ----------------------------------------------------------------------------------- |
| 1970 | Gong                                | Magick Brother, Mystick Sister                                                      |
| 1971 | Gong                                | Continental Circus                                                                  |
| 1971 | Daevid Allen                        | Banana Moon                                                                         |
| 1971 | Gong                                | Camembert Electrique                                                                |
| 1973 | Gong                                | Flying Teapot - Radio Gnome Invisible                                               |
| 1973 | Gong                                | Angel's Egg                                                                         |
| 1974 | Gong                                | You                                                                                 |
| 1976 | Daevid Allen                        | Good Morning                                                                        |
| 1976 | Daevid Allen                        | Now is the happiest time of your life                                               |
| 1979 | Planet Gong / Here and Now          | Live Floating Anarchy                                                               |
| 1979 | Daevid Allen                        | N'existe pas!                                                                       |
| 1980 | Daevid Allen                        | Divided Alien Playbox                                                               |
| 1980 | New York Gong                       | About Time                                                                          |
| 1983 | Daevid Allen                        | Opium for the people/Alien In New York                                              |
| 1984 | Daevid Allen / David Tolley         | Don’t Stop                                                                          |
| 1991 | Invisible Opera Company of Tibet    | Invisible Opera Company of Tibet                                                    |
| 1991 | Daevid Allen                        | Death of Rock and other entrances                                                   |
| 1990 | Daevid Allen                        | Australian years                                                                    |
| 1991 | Daevid Allen                        | Australia Aquaria She                                                               |
| 1992 | Daevid Allen                        | Banana                                                                              |
| 1992 | Gong                                | Shapeshifter                                                                        |
| 1992 | Daevid Allen/Bananamoon Band/Gong   | Je Ne Fum' Pas Des Bananes                                                          |
| 1993 | Daevid Allen                        | Seven Drones                                                                        |
| 1993 | Daevid Allen/Kramer                 | Who's Afraid?                                                                       |
| 1993 | Daevid Allen                        | Twelve Selves                                                                       |
| 1994 | Daevid Allen                        | Radio Promo                                                                         |
| 1995 | Gong                                | The Birthday Party                                                                  |
| 1996 | Daevid Allen/Kramer                 | Hit Men                                                                             |
| 1996 | Daevid Allen                        | Dreamin' a dream                                                                    |
| 1998 | Daevid Allen                        | Eat Me Baby, I'm a Jellybean                                                        |
| 1999 | Daevid Allen's University of Errors | Money Doesn't Make It                                                               |
| 1999 | Daevid Allen                        | Stroking the Tail of the Bird                                                       |
| 1999 | Daevid Allen/Harry Williamson       | Twenty-Two Meanings                                                                 |
| 2000 | Daevid Allen's University of Errors | 2                                                                                   |
| 2000 | Daevid Allen & Russell Hibbs        | Nectans Glen                                                                        |
| 2000 | Daevid Allen / Microcosmic          | Sacred geometry                                                                     |
| 2000 | Gong                                | Zero to Infinity                                                                    |
| 2001 | Daevid Allen's University of Errors | E2 X 10 = Tenure                                                                    |
| 2002 | Gong                                | OK Friends                                                                          |
| 2003 | Daevid Allen's University of Errors | Uglymusic.4.Monica                                                                  |
| 2004 | Daevid Allen                        | Gentle genie                                                                        |
| 2004 | Invisible Opera Company of Oz       | Invisible Opera Company of Oz: Melbourne Studio Tapes (Bananamoon Obscura, Vol. 10) |
| 2004 | Daevid Allen                        | Daevid Allen & Euterpe: Studio Rehearsal Tapes 1977 (Banamoon Obscura, Vol. 1)      |
| 2004 | Daevid Allen's University of Errors | Jet Propelled Photographs                                                           |
| 2005 | Daevid Allen                        | Live in 1988: The Return                                                            |
| 2005 | Daevid Allen                        | Australia Aquaria                                                                   |

- Bibliothèque nationale de France: cb139309367 (data)
- Gemeinsame Normdatei: 134864271
- International Standard Name Identifier: 0000 0000 8087 0014
- Library of Congress Control Number: n92116201
- MusicBrainz: 77e112da-5529-44b9-b957-bec3c3105440
- Nationale Bibliotheek van Tsjechië: xx0080075
- Nationale Bibliotheek van Israël: 987007414331505171
- Système universitaire de documentation: 084271477
- Virtual International Authority File: 7577234
- WorldCat: E39PBJtrYFXFk4CBxybkxhJdQq